# Биляна Казакова
Биляна Йорданова Казакова – Угринска е българска актриса.

## Биография
Родена е на 4 юли 1977 г. в град София. Дъщеря е на актрисата Снежина Казакова. Има две сестри – Екатерина Казакова и сестра-близначка Весела, които също са актриси.
Биляна завършва актьорско майсторство за драматичен театър в НАТФИЗ „Кръстьо Сарафов“ в класа на проф. Стефан Данаилов през 2000 г. През 2002 г. завършва арт мениджмънт в УНСС. Изявява се като актриса на свободна практика.
Омъжена е за актьора Румен Угрински, с когото има дъщеря.

## Награди
- Награда „Невена Коканова“ за най-добра млада актриса на фестивала „Златна роза“ във Варна през 2002 година. Поделя наградата със сестра си Весела.[1]

## Филмография
- Войната за буквите (2023) - Яна - 12 серии
- Жените наистина плачат (2021)
- Братя (2020-2021) – Ани
- Кантора Митрани (2012), 12 серии – Петя (в 1 серия: II)
- Заради леля Снеже (2007)
- Малки разговори (2007) – Момиче
- Самотни сърца (2007) – Сестрата
- Шантав ден (2004)
- Едно писмо (късометражен) (2003) – Гласът на Жана
- Подгряване на вчерашния обед (2002) – Младата Катерина
- Клиника на третия етаж (35-сер. тв, 1999, 2000, 2010) – (в 1 серия: XXIII)

## Дублаж
- „Колите 3“ (2017)